# 济火
济火，又作火济、济济火，彝族传说先祖，为东汉牂牁“黑卢鹿”部首领。
三国蜀汉建兴三年（225年），丞相诸葛亮率军南征越嶲叟帅高定、南中大姓首领雍闿、孟获，济火曾在今滇东北、黔西北一带积粮开道，派遣部众随军远征接援蜀汉军队有功，受封为罗甸王（罗殿王）。后裔世袭贵州水西土官，领有今乌江上游鸭池河以西地。原称“卤氏”、“罗氏”。明太祖赐姓安，以后即称水西安氏，任贵州宣慰使，是贵州各支彝族先民之势力最强者，据水西土司家谱载，济火为二世远祖。